# ポストマン・ブルース
『ポストマン・ブルース』は、1997年製作の日本映画。サブ（SABU）監督作品。監督デビュー作『弾丸ランナー』に続く監督第2作で、主演は『弾丸ランナー』でも主演を務めた堤真一。
平凡な郵便局員がなぜか殺し屋かつ運び屋だと勘違いされ、警察とやくざの双方から追われてしまう。

## あらすじ
ごく平凡な郵便配達人の沢木は、同じことを繰り返す退屈な日々に嫌気がさしていた。ある日の仕事中、沢木は偶然にも高校時代の友人である野口と再会する。その突然の再会から沢木の退屈だった日々が思いがけない方向に転がっていく。沢木を乗せた赤い自転車が走る。野口や殺し屋ジョーのために、小夜子と交わした約束を果たすため、変わり映えしない日常から解き放たれるために沢木は赤い自転車を走らせる。

## 出演
- 沢木龍一：堤真一
- 小夜子：遠山景織子
- 殺し屋ジョー：大杉漣
- 野口修二：堀部圭亮
- 土門泰三：清水宏
- 殺し屋ラン：滝沢涼子
- 黒川祐二：サブ
- 飯田康則：伊藤洋三郎
- 竹林和彦：山本亨
- 落合忠雄：武発史郎
- 前田三郎：寺島進
- 藤村光男：四方堂亘
- 篠原一郎：田口トモロヲ
- 半田寛次郎：麿赤兒
- 木村：近藤敦
- 殺し屋ゼッケン3：DIAMOND☆YUKAI
- 松平機動警邏隊隊長：平泉成
- 郵便局員：小松沢陽一
- 入院患者B：三島ゆたか

## スタッフ
- 製作 - F・T・B、スープレックス、テレビ東京、日活
- 配給 - 日活
- 製作者 - 津滝嘉夫、大崎正人、石川博、山口友三
- 企画・プロデュース - 佐谷秀美
- プロデューサー - 片嶋一貴、真木太郎、小田原明子
- 監督・原案・脚本 - サブ
- 撮影 - 栗山修司
- 音響効果 - 岡瀬晶彦
- 音楽 - 岡本大介
- 編集 - 掛須秀一

## 受賞
- コニャック映画祭 最優秀新人監督賞（SABU）
- バンコク国際映画祭 観客賞受賞
- 第23回 おおさか映画祭 助演男優賞（大杉漣）[2]
- 第7回日本映画プロフェッショナル大賞 ベストテン 第3位[3]
- 第19回ヨコハマ映画祭 日本映画ベストテン 第5位
- 第71回キネマ旬報ベスト・テン 読者選出日本映画ベスト・テン 第9位